# Emmanuel Gaillard (juriste français)
Pour les articles homonymes, voir Emmanuel Gaillard.
Emmanuel Gaillard est un juriste français, né le 1er janvier 1952 à Chambéry et mort le 1er avril 2021 à Paris 15e.
Professeur agrégé de droit, il a été associé au sein du cabinet Shearman & Sterling avant de fonder le cabinet Gaillard Banifatemi Shelbaya Disputes.
Il s'est spécialisé dans le droit international privé et dans l'arbitrage international, dont il était l'un des plus éminents spécialistes au niveau mondial. Il intervenait frequemment en tant qu'arbitre dans des arbitrages commerciaux ou impliquant des Etats.
Professeur à Harvard Law School et à Yale Law School, avocat ayant fait condamner la Russie à hauteur de 50 milliards de dollars par un tribunal arbitral, sa contribution au développement de l'arbitrage international a été considérable.

## Biographie

### Formation
E. Gaillard a étudié le droit à l'Université Panthéon-Assas (DEA de droit privé, 1976 ; D.E.A. de droit pénal, 1977) et y a passé son doctorat en droit en 1981, avec une thèse sur "Le pouvoir en droit privé". Il a obtenu l'Agrégation des Facultés de Droit en 1982 et a été admis au Barreau de Paris en 1977.

### Carrière
Emmanuel Gaillard a agi en tant que conseil et arbitre et a été régulièrement classé parmi les meilleurs dans les deux catégories.
En 1987, il a fondé la pratique de l'arbitrage international du cabinet Shearman & Sterling. Il a dirigé l'activité contentieuse du cabinet au niveau mondial ainsi que le Global International Arbitration Practice Group pendant 33 ans. En février 2021, avec Yas Banifatemi, Mohamed Shelbaya, Benjamin Siino, Ximena Herrera-Bernal, Maude Dubois, Coralie Darrigade et Daniel Reich, il a lancé Gaillard Banifatemi Shelbaya Disputes, un cabinet mondial dédié à au traitement des litiges internationaux, avec des bureaux à Londres, New-York et Paris.
Gaillard est devenu professeur de droit en 1982, après avoir obtenu l'agrégation de droit privé. Depuis lors, le Professeur Gaillard a enseigné dans de nombreuses universités : il a été professeur de droit à l'Université Paris XII, il a été Visiting Professor à la Harvard Law School (Traités commerciaux internationaux, Droit international privé comparé) en 1984 et a enseigné dans le cadre du Geneva Master in International Dispute Settlement (MIDS), un programme de l'Université de Genève et l'Institut des hautes études internationales et du développement.
Il a cofondé et présidé l'Académie d'arbitrage de 2010 à 2013, qui a été créée pour répondre à la demande croissante d'enseignement spécialisé en arbitrage international. L'Académie propose des cours d'été de spécialisation à Paris aux étudiants et aux jeunes praticiens intéressés par l'arbitrage international. Le programme est conçu par des universitaires et des praticiens de l'arbitrage international pour couvrir tous les aspects de l'arbitrage international, et les cours sont dispensés par les experts les plus renommés dans les domaines de l'arbitrage commercial international et de l'arbitrage des traités d'investissement.
En septembre 2012, Emmanuel Gaillard a été nommé professeur de droit à l'Ecole de droit de Sciences Po (SPLS), où il a enseigné l'arbitrage international et le droit international privé. En 2013, il a été nommé directeur du programme de la New York University School of Law à Paris.
Il a enseigné aux facultés de droit de Yale et de Harvard, ainsi qu'au Centre de Genève pour le règlement des différends internationaux, basé à l'Institut universitaire de hautes études internationales et du développement.
En 2014, il a été nommé professeur invité à la faculté de droit de Yale où il a enseigné l'arbitrage commercial international avec le professeur Michael Reisman et le Dr Yas Banifatemi.
De 2018 jusqu'à son décès en 2021, il avait également enseigné l'arbitrage international des investissements à la Harvard Law School avec le Dr Banifatemi.
En 2019, Emmanuel Gaillard est nommé au comité d'experts internationaux de la Cour suprême de la république populaire de Chine pour une période de quatre ans. Considéré comme une nomination prestigieuse en Chine, ce rôle consistait notamment à "fournir des conseils et des suggestions sur la formulation des interprétations judiciaires et des politiques judiciaires de la Cour suprême populaire" et, ce faisant, à contribuer au développement de l'arbitrage international en Chine.

### Arbitre
Il a agi en tant que président, arbitre unique ou membre du tribunal dans de nombreuses procédures d'arbitrage international (selon les règles du CIRDI, de la CCI, de la LCIA, de l'AAA, de l'IACACAC, etc.) ainsi que dans des procédures d'arbitrage ad hoc (CNUDCI).
Il a été président dans les procédures de l'ALENA selon les règles de la CNUDCI. Il a également agi en tant que co-arbitre dans d'autres arbitrages de traités d'investissement.

### Avocat
E. Gaillard a agi en tant que conseil dans de nombreuses procédures d'arbitrage international (principalement dans les domaines du pétrole et du gaz, de la construction, des investissements internationaux, de l'environnement et des fusions et acquisitions). En 2005, il a attiré l'attention de la communauté juridique mondiale lorsqu'il a commencé à représenter les actionnaires majoritaires de Yukos Oil Company contre la fédération de Russie, pour une compensation de 50 milliards de dollars US, le plus grand arbitrage international jamais réalisé. Une sentence sur la compétence a été rendue le 30 novembre 2009 dans cette procédure, selon laquelle le tribunal a accepté qu'il était compétent pour entendre l'affaire conformément aux dispositions du Traité sur la Charte de l'énergie (TCE). Dans trois sentences datées du 18 juillet 2014, le tribunal arbitral constitué conformément à l'article 26 du Traité sur la Charte de l'énergie (TCE) et au Règlement d'arbitrage de la CNUDCI, sous les auspices de la Cour permanente d'arbitrage (CPA), a ordonné à la Russie de payer plus de 50 milliards de dollars américains en compensation de l'expropriation indirecte de OAO Yukos Oil Company (Yukos).

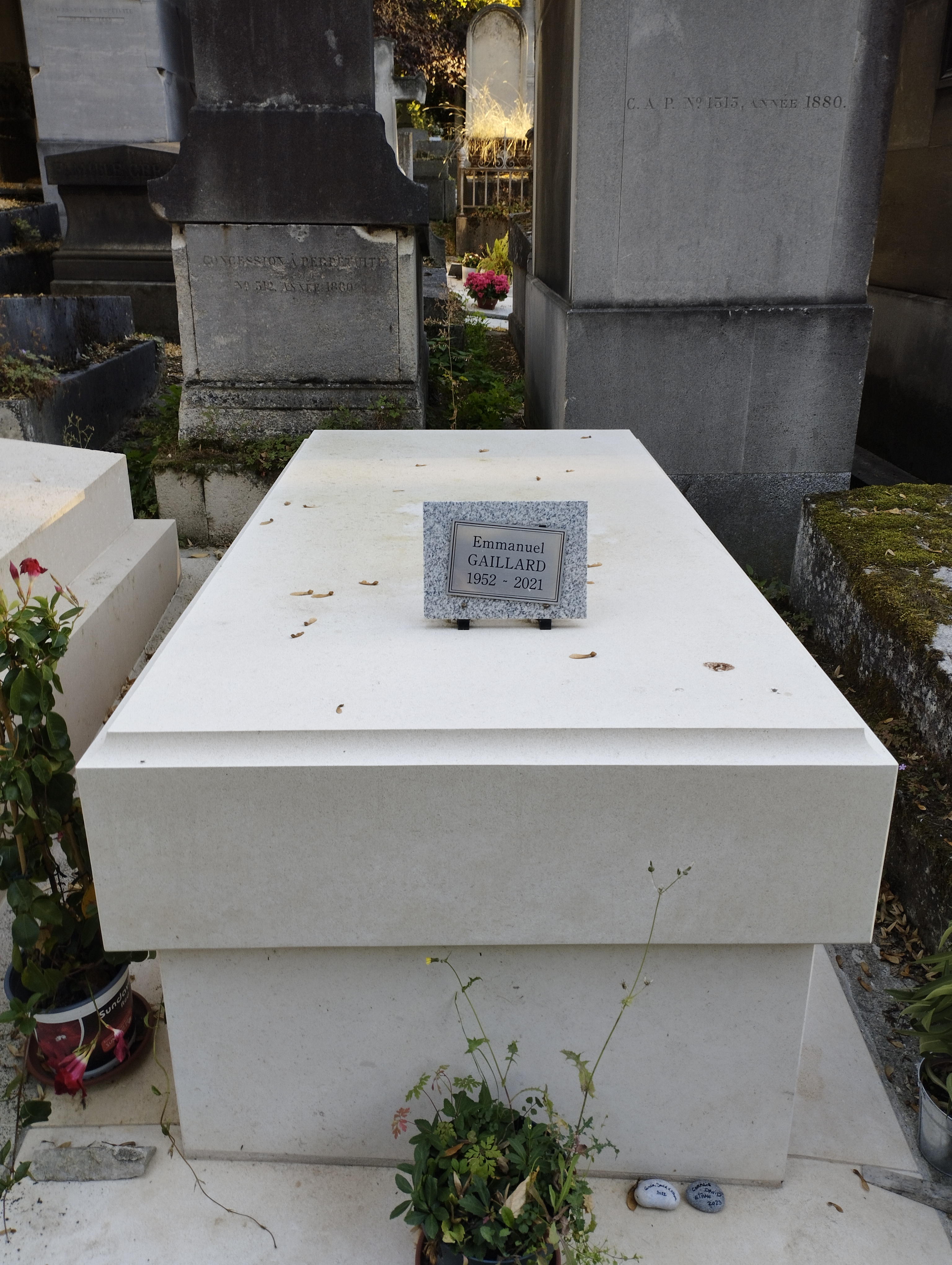
Tombe d'Emmanuel Gaillard au cimetière du Père-Lachaise (division 57).

Les principales procédures sur lesquelles il a travaillé sont la représentation des actionnaires majoritaires de Yukos Oil Company en tant que demandeurs dans une série de trois arbitrages contre la fédération de Russie, Wena Hotels contre la république arabe d'Égypte (affaire CIRDI n° ARB/98/4), la République slovaque en tant que défendeur dans un arbitrage CIRDI contre Ceskoslovenska Obchodni Banka, A.S. (" CSOB ") (affaire CIRDI n° ARB/97/4), SGS Société Générale de Surveillance S.A. en tant que demandeur dans un arbitrage CIRDI contre la république des Philippines (Affaire CIRDI n° ARB/02/6), SAUR International contre la République argentine (Affaire CIRDI n° ARB/04/4), SGS Société Générale de Surveillance S.A. en tant que demandeur dans un arbitrage CIRDI à La Haye et à Paris contre la république islamique du Pakistan (Affaire CIRDI n° ARB/01/13), Plama Consortium Limited en tant que demandeur dans un arbitrage CIRDI à Paris contre la république de Bulgarie (Affaire CIRDI n° ARB/03/24).

### Mort
Il meurt à l'âge de 69 ans le 1er avril 2021, dans le 15e arrondissement de Paris, et est inhumé au cimetière du Père-Lachaise (division 57) dans la même ville.

## Publications

### Ouvrages[3]
- Legal Theory of International Arbitration, Martinus Nijhoff Publishers, May 2010, 202 pp.
- La jurisprudence du CIRDI : Volume No. 2, Pedone, 2010
- Aspects philosophiques du droit de l'arbitrage international, Martinus Nijhoff (Pocket Books of the Hague Academy of International Law / Les livres de poche de L'Académie de droit international de La Haye), 2008
- La jurisprudence du CIRDI, Pedone, 2004.
- Fouchard Gaillard Goldman On International Commercial Arbitration, Kluwer, 1999 (and its French edition, Traité de l’arbitrage commercial international, Litec 1996).
- IAI Serie: 
  - General editor, IAI International Arbitration Series No. 1, Annulment of ICSID Awards, JurisPublishing, 2004.
  - General editor, IAI International Arbitration Series No. 2, Anti-Suit Injunctions in International Arbitration, Juris Publishing, 2005.
  - General editor, IAI International Arbitration Series No. 3, Towards a Uniform International Arbitration Law?, Juris Publishing, 2005.
  - Editor with Jennifer Younan, IAI International Arbitration Series No. 4, State Entities in International Arbitration, Juris Publishing, 2008
  - Editor with Yas Banifatemi, IAI International Arbitration Series No. 5, Precedent in International Arbitration, Juris Publishing, 2008
  - Editor, IAI International Arbitration Series No. 6, Review of International Arbitral Awards, Juris Publishing, 2010
  - General editor with Frederic Bachand, IAI International Arbitration Series No. 7, Fifteen Years of NAFTA Chapter 11 Arbitration, Juris Publishing, 2011
  - General editor with Yas Banifatemi, IAI International Arbitration Series No. 8, Jurisdiction in Investment Treaty Arbitration, Juris Publishing, 2018

- Thèse: Le pouvoir en droit privé, Economica, 1985

### Articles
- "Nouvelles réflexions sur la sociologie de l'arbitrage", in Procédures 2(2020), pp. 35 (in French).
- "2018 Lalive Lecture: The Myth of Harmony in International Arbitration", in ICSID Review, Vol. 34, No. 3 (2019), pp. 553–568.
- “L’avenir des chambres commerciales internationales de Paris”, Revue Lamy Droit des Affaires (RLDA), Supplément au n° 152, October 2019, pp. 53-58 (article in French).
- “Note sous Avis 1/17 rendu le 30 avril 2019 par la Cour de justice de l'Union européenne”, Journal du droit international, July 2019, pp. 833–853.
- “Coordination or Chaos: Do the Principles of Comity, Lis Pendens and Res Judicata Apply to International Arbitration?” in the American Review of International Arbitration, March 2019.
- “The Emergence of Transnational Responses to Corruption in International Arbitration” in Arbitration International, March 2019.
- “Dialogue des ordres juridiques : ordre juridique arbitral et ordres juridiques étatiques" in Revue de l’arbitrage, September 2018.
- “Étendue et modalités du contrôle de l’absence de violation de l’ordre public international par les arbitres, Commentary on Cour d’appel de Paris (Pôle 1-Ch . 1), 10 avril 2018” in Revue de l’arbitrage, September 2018 (article in French).
- “L’affaire Achmea ou les conflits de logiques” in Revue critique de droit international privé, September 2018.
- “The US Courts’ Stance on Awards Set Aside at the Seat [“La Vision Américaine des Sentences Annulées au Siège”] (Note following the Pemex and Thai-Lao Lignite decisions of the US Court of Appeals for the 2d Circuit dated 2 August 2016 and 20 July 2017)", Revue de l’Arbitrage, December 2017 (article in French).
- “Cour de cassation, 1ère chambre civile, 13 septembre 2017, pourvoi numéro 16-25.657, Société Indagro” in Journal du droit international, December 2017.
- “La corruption saisie par les arbitres du commerce international” in Revue de l’arbitrage, September 2017.
- “L'apport de la pensée juridique française à l'arbitrage international” in Journal du droit international, n° 2, avril 2017.
- “Abuse of Process in International Arbitration” in ICSID Review 2016.
- “The Long March Towards a Jurisprudence Constante on the Notion of Investment: Salini v. Morocco, ICSID Case No. ARB/00/41,” Emmanuel Gaillard and Yas Banifatemi in Building International Investment Law: The First 50 Years of ICSID, 2015.
- “Sociologie de l’arbitrage”, in Journal du Droit International, Octobre-Novembre-Décembre 2015, n°4/2015, pp. 1089–1113.
- “Sociology of international arbitration” in Arbitration International, The Official Journal of the London Court of International Arbitration, 2015, 31, pp. 1–17
- “Le concours de procédures arbitrales dans le droit des investissements”, in Mélanges en l'honneur du Professeur Pierre Mayer, LGDJ Lextenso Editions, Octobre 2015, pp. 225–239.
- “Algeria” in African Upstream Oil and Gas, A Practical Guide to the Law and Regulation, December 2014.
- “Transcending National Legal Orders for International Arbitration”, in International Council for Commercial Arbitration, ICCA Congress Series no. 17, p. 371 (2013).
- “Rapport de synthèse : l’argent de l’arbitrage”, in L’argent dans l’arbitrage, Lextenso Editions, p. 191 (2013).
- "L’arbitrage international et le droit de l’Union européenne : un dialogue constructif ou une collision inévitable ? ”, in Cahiers de droit de l’entreprise, N° 5, p. 9 (2013).
- "International Arbitration as a Transnational System of Justice", in Arbitration - The Next Fifty Years, ICCA Congress Series No. 16, 2012, pp. 66–73.
- “Les principes fondamentaux du nouveau droit français de l’arbitrage”, in Le nouveau droit français de l’arbitrage (Dir. Thomas Clay), p. 57 (2011).
- “Commentaire analytique du décret du 13 janvier 2011 portant réforme du droit français de l’arbitrage”, in Les cahiers de l’arbitrage, p. 263 (2011-2).
- “L’Union européenne et la régression de la règle de droit”, in La semaine juridique – Edition générale, n° 13, p. 361 (2011).
- "Réflexions sur le nouveau droit français de l'arbitrage international", in Rivista dell'Arbitrato, n.4/2011, pp. 525–556 (in French).
- "L’arbitrage, une forme de justice ordinaire" in La Tribune, May 24, 2011, p. 27 (in French).
- "After Morrison: The Case for a New Hague Convention on The Law Applicable to Securities Frauds", in 5.1 Dispute Resolution International, May 2011.
- "Menaces sur la protection des investissements en Europe", in Option Droit et Affaires, May 11, 2011.
- "General Principles of Law in International Commercial Arbitration—Challenging the Myths", in World Arbitration & Mediation Review (WAMR), Vol. 5, No. 2 (2011).
- "France Adopts New Law On Arbitration," New York Law Journal, Jan. 24, 2011.
- “Advocacy in Practice: The Use of Parallel Proceedings”, in The Art of Advocacy in International Arbitration 173 (R.D. Bishop 2nd ed. 2010)(co-author).
- “Three philosophies of International Arbitration”, in Contemporary Issues in International Arbitration and Mediation The Fordham Papers Volume 3 2009, Martinus Nijhoff Publishers, 2010, p. 305.
- “The Energy Charter Treaty”, in Arbitration under International Investment Agreements, OUP, 2010, p. 37 (co-author).
- "L'ordre juridique arbitral : réalité, utilité et spécificité", Conférence commémorative John E.C. Brierley, in McGill Law Journal, vol. 55, 2010.
- "The Representations of International Arbitration", in Journal of International Dispute Settlement, 2010, pp. 1–11.
- Masochisme français - Le Tribunal des conflits torpille le droit français de l'arbitrage, JCP la Semaine Juridique, édition générale, n.21, 24 mai 2010.
- Le Traité sur la Charte de l’énergie reste un outil juridique essentiel, Les Echos, 25 février 2010.
- “The Urgency of Not Revising the New York Convention” in ICCA Congress Series No 14, 50 Years of the New York Convention. ICCA International Arbitration Conference, 689 (2009).
- “Russia cannot walk away from its legal obligations”, Financial Times, August 18, 2009.
- “Identify or define? Reflections on the evolution of the concept of investment in ICSID practice”, in International Investment Law for the 21st Century. Essays in Honour of Christoph Schreuer, Oxford University Press, 403 (2009).
- “Rencontre avec Emmanuel Gaillard autour de la sortie de son ouvrage : « Aspects philosophiques du droit de l'arbitrage international »”, Juriste d’Entreprise Magazine (Entretien Philippe Coen), 3 (juillet 2009), P.14-15.
- “’Biwater’, Classic Investment Bases: Input Risk, Duration”, New York Law Journal, December 31, 2008.
- “Negative Effect of Competence-Competence: The Rule of Priority in Favor of the Arbitrators” in Enforcement of Arbitration Agreements and International Arbitral Awards: The New York Convention in Practice (E. Gaillard, D. Di Pietro, Editors) Cameron May, 257 (2008).
- “Effectiveness of Arbitral Awards, State Immunity from Execution and Autonomy of State Entities: Three Incompatible Principles”, in IAI Series on International Arbitration No. 4, State Entities in International Arbitration, 179 (2008).
- “Anti-Arbitration Trends in Latin America”, New York Law Journal, June 5, 2008.
- “Centre international pour le règlement des différends relatifs aux investissements (CIRDI), Chronique des sentences arbitrales”, J.D.I., 2008.311.
- “La jurisprudence de la Cour de cassation en matière d’arbitrage international”, Rev. arb., 2007.697.
- “Souveraineté et autonomie : réflexions sur les représentations de l’arbitrage international”, J.D.I., 2007.1163.
- “La reconnaissance, en droit suisse, de la seconde moitié du principe d’effet négatif de la compétence-compétence”, in Global Reflections on International Law, Commerce and Dispute Resolution, Liber Amicorum in Honour of Robert Briner, ICC Publishing, 2005, p. 311.
- “Il est interdit d’interdire: réflexions sur l’utilisation des anti-suit injunctions dans l’arbitrage commercial international”, Rev. arb., 2004.47.
- “L’interférence des juridictions du siège dans le déroulement de l’arbitrage”, in Liber Amicorum Claude Reymond, 2004, p. 83.
- “L’arbitrage sur le fondement des traités de protection des investissements”, Rev.arb., 2003.853.
- “L’arbitrage international : la valeur patrimoniale de la clause d’arbitrage”, Réalités industrielles (Annales des mines), août 1999, p. 36.
- “L’effet négatif de la compétence-compétence”, in Etudes de procédure et d’arbitrage en l’honneur de Jean-François Poudret, 1999, p. 387.
- “L’exécution des sentences annulées dans leur pays d’origine”, J.D.I., 1998.645.
- “Trente ans de Lex mercatoria. Pour une application sélective de la méthode des principes généraux du droit”, J.D.I., 1995.5.
- “La distinction des principes généraux du droit et des usages du commerce international”, in Etudes offertes à Pierre Bellet, 1991, p. 203.
- “The Representations of International Arbitration”, New York Law Journal, October 4, 2007.
- “The denunciation of the ICSID Convention”, New York Law Journal, June 26, 2007.
- “Extent of Court Review of Public Policy”, New York Law Journal, April 5, 2007.
- “ICC Pre-Arbitral Referee: A Procedure Into Its Stride”, New York Law Journal, October 5, 2006.
- “Prima Facie Review of Existence, Validity of Arbitration Agreement”, New York Law Journal, December 1, 2005.
- “Anti-Suit Injunctions Issued by Arbitrators” in ICCA Congress Series No 13, International Arbitration 2006: Back to Basics? Kluwer 2007.235.
- “Reflections on the Use of Anti-Suit Injunctions in International Arbitration” in Pervasive Problems in International Arbitration (Kluwer, 2006, Loukas A. Mistelis and Julian D.M. Lew eds.), p. 201.
- “Investment and Investors Covered by the Energy Charter Treaty” in Investment Arbitration and the Energy Charter Treaty (Juris Publishing, 2006C. Ribeiro ed., 2006), p. 54.
- “Investment Treaty Arbitration and Jurisdiction over Contractual Claims. The SGS Cases Considered” in International Investment Law and Arbitration: Leading cases from the ICSID, NAFTA, Bilateral Treaties and Customary International Law (Cameron May: London, 2005, T. Weiler, ed.), p. 325.
- “The Extent of Review of the Applicable Law in Investment Treaty Arbitration”, in IAI Series on International Arbitration No. 1, Annulment of ICSID Awards 223 (2004).
- “The Meaning of ‘and’ in Article 42 (1), Second Sentence, of the Washington Convention: The Role of International Law in the ICSID Choice of Law Process”, 18 ICSID Review 375 (2003) (co-author).
- “The ICC Pre-Arbitral Referee. First Practical Experiences”, Arbitration International, volume 20, No. 1, 2004, p. 13.
- “The Role of the Arbitrator in Determining the Applicable Law”, in The Leading Arbitrators’ Guide to International Arbitration (L.-W. Newman, R.D. Hill, Editors), Juris Publishing, 2004, p. 185.
- “International Organisations and Immunity From Jurisdiction: To Restrict or To Bypass”, 51 International Comparative Law Quarterly 1 (2002) (co-author).
- “Transnational Law: A Legal System or a Method of Decision Making?”, 17 Arbitration International 59 (2001). (Also published in K.P. Berger (ed.), The Practice of Transnational Law, 53-65, Kluwer, 2001).
- “Use of General Principles of International Law in International Long-Term Contracts”, International Business Lawyer, May 1999, vol. 27, n°5, p. 214.
- “The Enforcement of Awards Set Aside in the Country of Origin”, 14 ICSID Review 16 (1999).
- “Thirty Years of Lex Mercatoria: Towards the Selective Application of Transnational Rules”, 10 ICSID Review 208 (1995).